# Denis Peyrony
Denis Peyrony é um pré-historiador francês nascido em 21 de abril de 1869 em Cussac na Dordogne e falecido em 25 de novembro de 1954 em Sarlat-la-Canéda. 
Denis Peyrony é também o primeiro curador do Museu Nacional de Pré-história de Les Eyzies, que fundou em 1918. Deixou mais de uma centena de publicações sobre a pré-história de sua região.
Pioneiro do turismo que viu desenvolver, foi também o fundador do posto de turismo Les Eyzies em 1920. 